# 亮囊冠網蝽
亮囊冠網蝽（学名：Stephanitis formosa）为網蝽科冠網蝽屬下的一个种。